# WTA Guarujá
Das WTA Guarujá (offiziell: The Rainha Classic) war ein Damen-Tennisturnier der WTA Tour, das von 1987 bis 1989 in der brasilianischen Stadt Guarujá ausgetragen wurde.

## Siegerliste

### Einzel
| Jahr                  | Siegerin           | Finalgegnerin     | Ergebnis      |
| --------------------- | ------------------ | ----------------- | ------------- |
| 1987                  | Neige Dias         | Pat Medrado       | 6:0, 6:7, 6:4 |
| ↓ Kategorie: Tier V ↓ |                    |                   |               |
| 1988                  | Mercedes Paz       | Rene Simpson      | 7:5, 6:2      |
| 1989                  | Federica Haumuller | Patricia Tarabini | 7:67, 6:4     |

### Doppel
| Jahr                  | Siegerinnen                    | Finalgegnerinnen                    | Ergebnis      |
| --------------------- | ------------------------------ | ----------------------------------- | ------------- |
| 1987                  | Katrina Adams Cheryl Jones     | Jill Hetherington Mercedes Paz      | 6:4, 4:6, 6:4 |
| ↓ Kategorie: Tier V ↓ |                                |                                     |               |
| 1988                  | Bettina Fulco Mercedes Paz     | Carin Bakkum Simone Schilder        | 6:3, 6:4      |
| 1989                  | Mercedes Paz Patricia Tarabini | Claudia Chabalgoity Luciana Corsato | 6:2, 6:2      |